# Carl Wilhelm Hahn (Maler)
Carl Wilhelm Hahn, auch Carl William Hahn (* 7. Januar 1829 in Ebersbach/Sa.; † 8. Juni 1887 in Dresden), war ein deutschamerikanischer Genre- und Tiermaler der Düsseldorfer Schule.

## Leben
Hahn wurde als viertes Kind des evangelisch-lutherischen Webers Carl Gottlob Hahn in der Polenzstraße 2 in Ebersbach (Oberlausitz) geboren. Im Alter von 15 Jahren begann er an der Kunstakademie Dresden ein fünfjähriges Malereistudium. Unter anderem wurde er dort von Ludwig Richter unterwiesen, im letzten Studienjahr gehörte er zur Meisterklasse von Julius Hübner. 1851 wurde er bei einer Dresdner Ausstellung mit Medaillen prämiert. Von 1854 bis 1855 studierte er an oder im Umfeld der Kunstakademie Düsseldorf, wo er das Milieu und den „Stil“ der Düsseldorfer Malerschule kennenlernte sowie das Malen von Figuren und Tieren vertiefte. Von 1857 bis 1870 war er Mitglied des Künstlervereins Malkasten. In dieser Zeit stellte er in Dresden und Düsseldorf aus; seit den 1860er Jahren beschickte er außerdem Ausstellungen in den Vereinigten Staaten. 1869 freundete sich Hahn in Düsseldorf mit dem Maler William Keith an, der dort bis 1871 – als Nachfolger in einer Reihe berühmter US-amerikanischer Maler – bei Andreas Achenbach und Albert Flamm Privatunterricht nahm. Im Herbst 1871 übersiedelte Hahn in die Neue Welt, wo er Keith in Maine aufsuchte. Im Dezember 1871 eröffnete er ein Atelier in Boston, das er kurze Zeit später mit Keith teilte, bevor sie im Frühjahr 1872 nach San Francisco aufbrachen, wo sie ebenfalls ein Atelier teilten. In den 1870er Jahren nahm Hahn aktiven Anteil an der Kunstszene San Franciscos; so wurde er Mitglied des dortigen Bohemian Club und der San Francisco Art Association, Letzterer diente er 1876 als Vorsitzender. Von seinem Wohnsitz in San Francisco aus unternahm Hahn Studienreisen in Kalifornien, nach Nevada und Alaska. Als 1878 der Kunstmarkt San Franciscos einen Niedergang erlebte, ging er nach New York City, wo er in der National Academy of Design und in der Brooklyn Art Association ausstellte. Ende 1879 kehrte er nach San Francisco zurück. 1880 und 1881 stellte er an beiden Küsten aus. Im Juni 1882 heiratete er – 53-jährig – Adelaide Rising. Kurze Zeit später reiste das Paar nach Europa, zunächst nach London, wo eine Tochter geboren wurde, dann nach Dresden. Dort verstarb Hahn 1887 überraschend. Seine Witwe kehrte mit der Tochter in die Vereinigten Staaten zurück, wo sie sich in Oakland niederließen.

## Werk
Hahn ist primär durch seine Genre- und Tiermalerei bekannt, doch malte er auch Porträts, Stillleben und Interieurs. Während seine anfängliche Malerei von einer spätromantischen Haltung zeugt, tragen seine späteren Bilder realistische Züge. Hahn gilt als erster Genremaler San Franciscos und als einer der führenden amerikanischen Genremaler des späten 19. Jahrhunderts. Bedeutend sind vor allem die Schilderungen des amerikanischen Volkslebens.

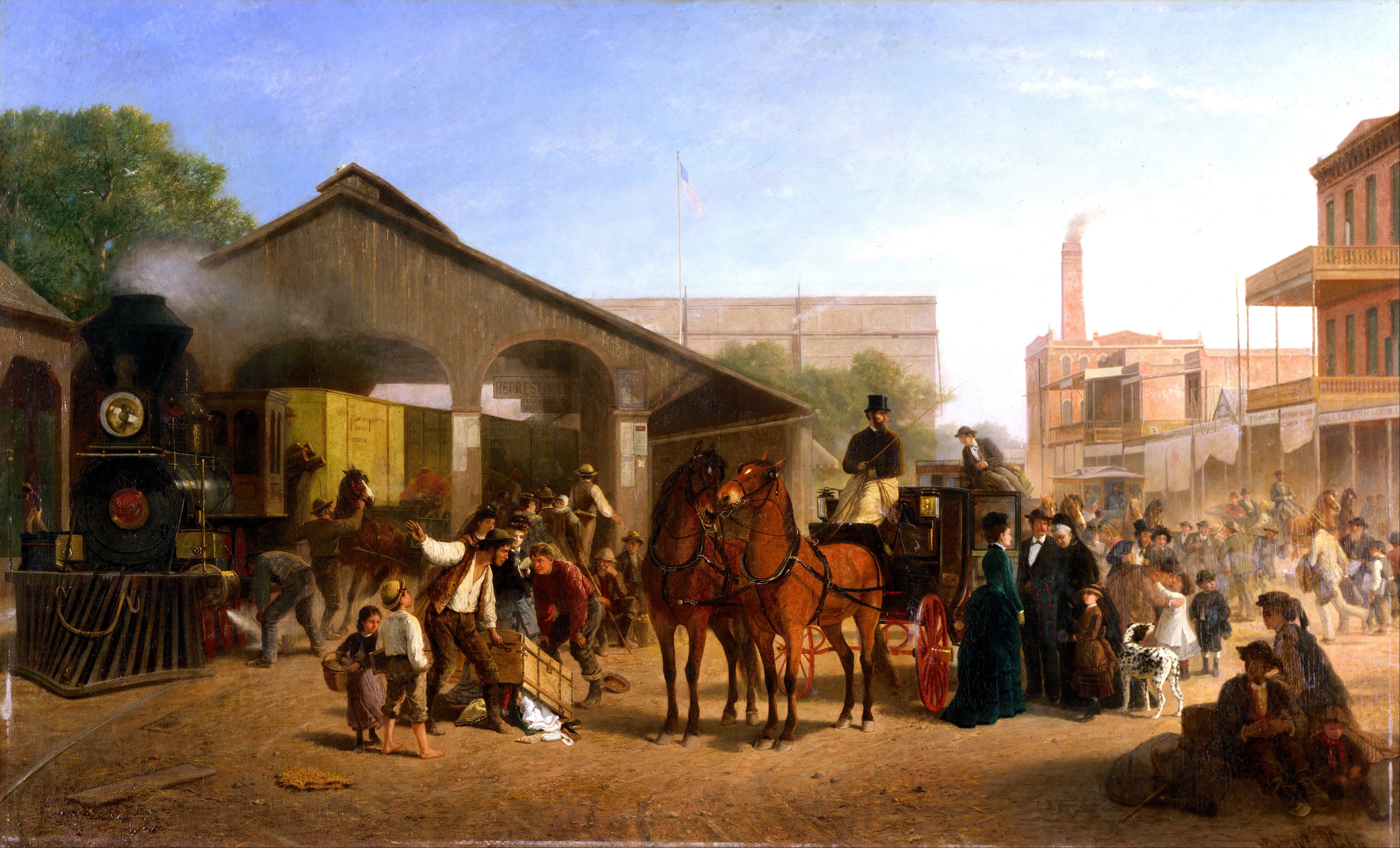
Southern Pacific Railroad Station at Sacramento, 1874
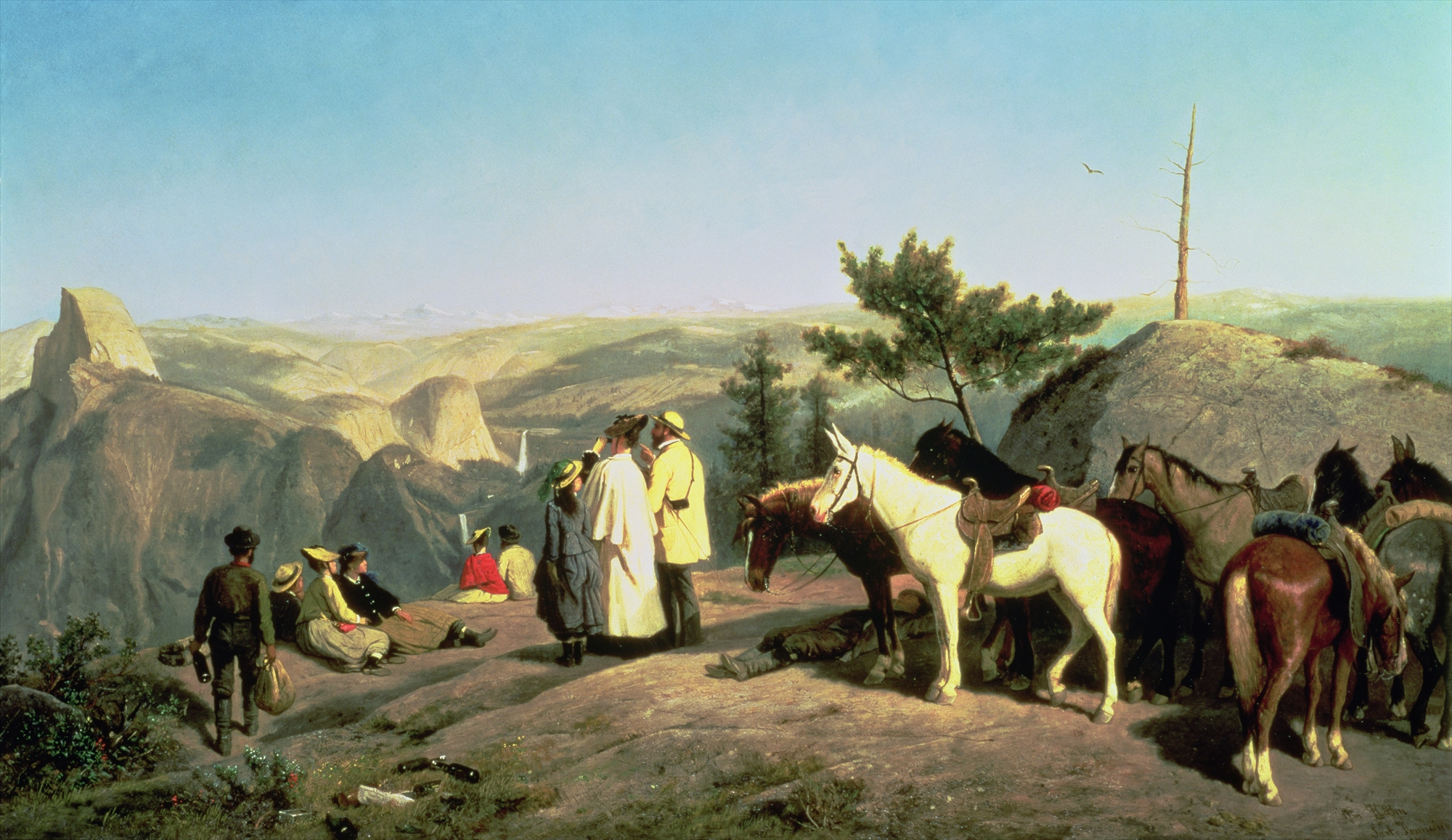
Yosemite Valley from Glacier Point, 1874
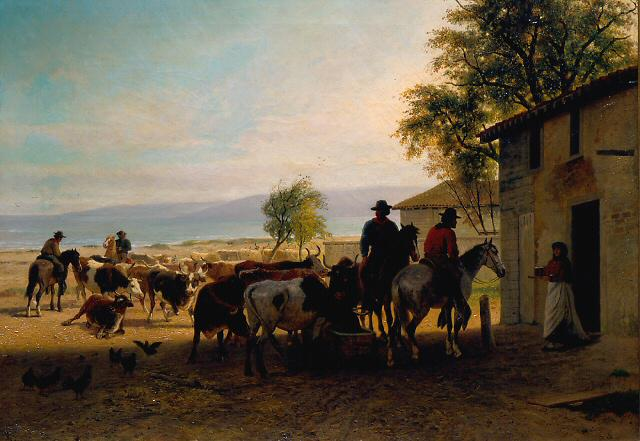
Ranch Scene, Monterey, California, 1875
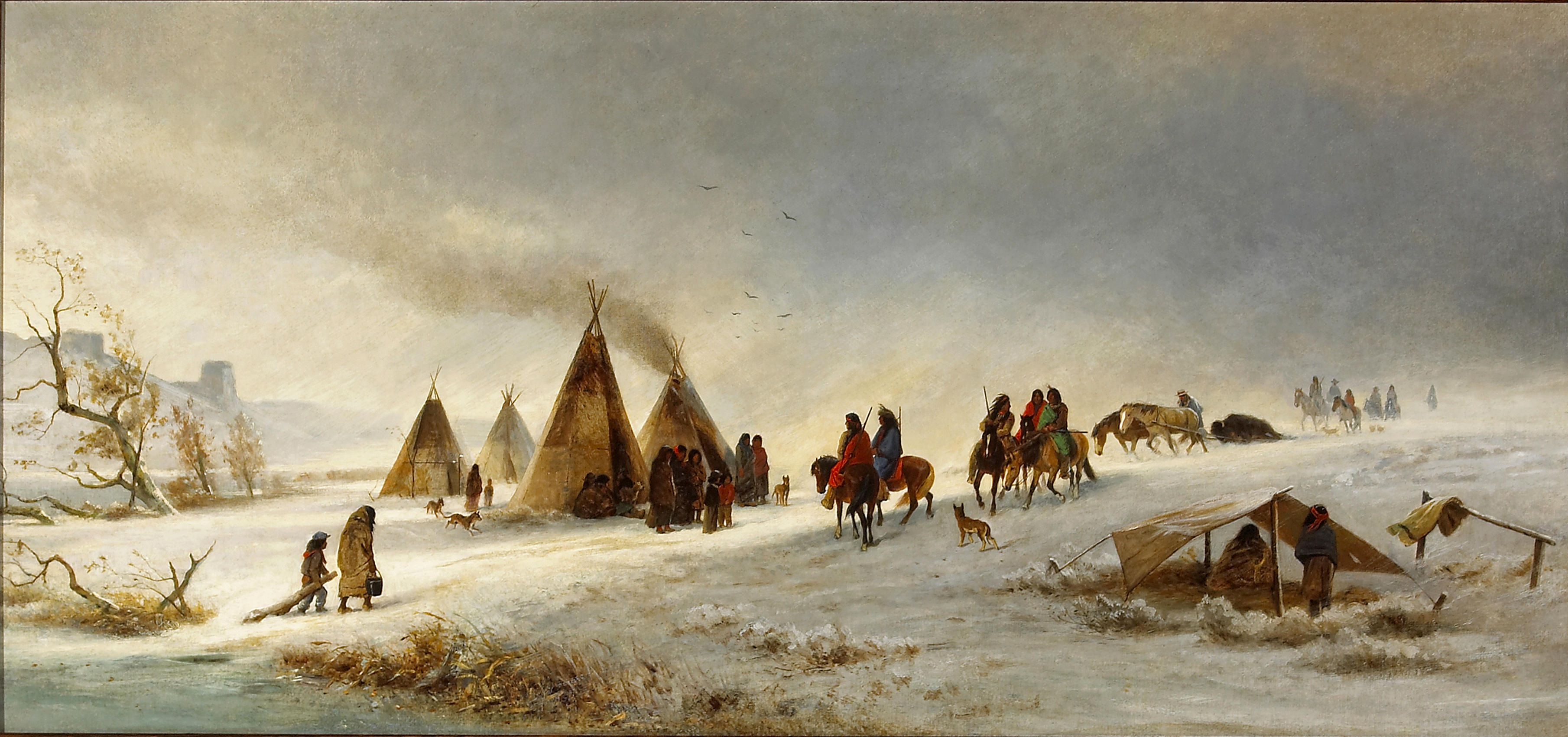
Indianer im Schnee, um 1880
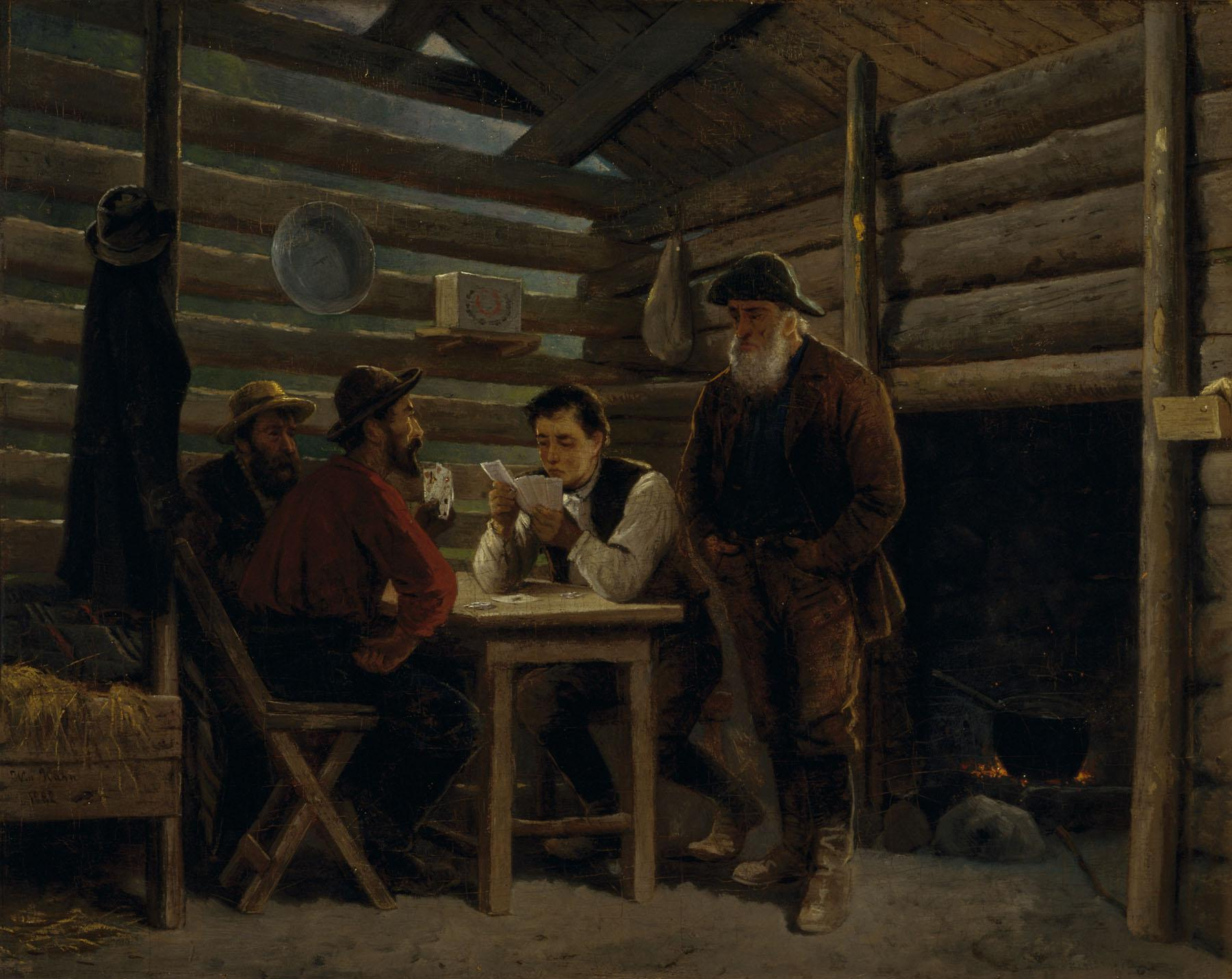
Miners Playing Cards, 1882
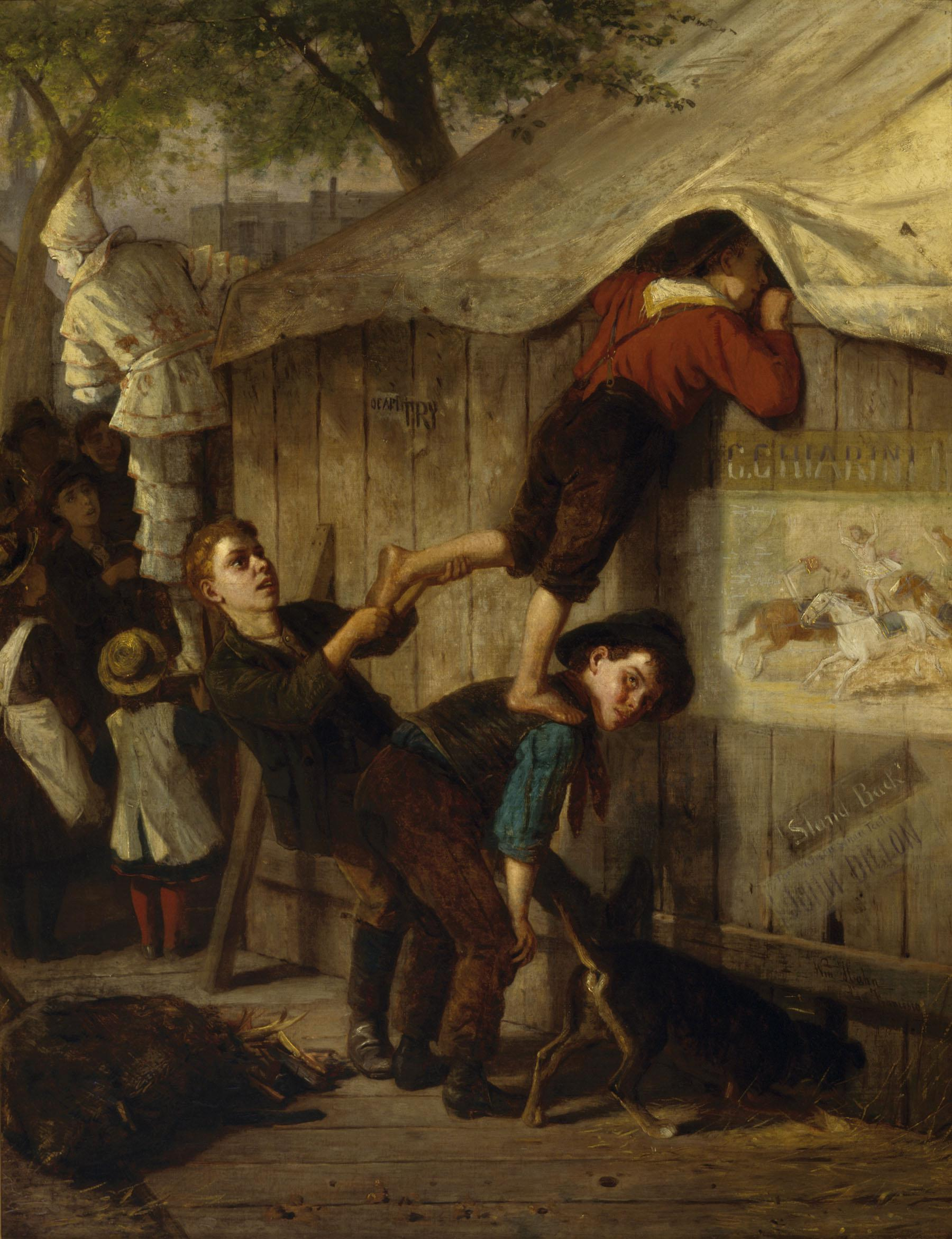
The Circus (It’s My Turn), 1882